# Roelof Burgert
Roelof (Roel) Burgert (Meppel, 12 november 1914 - Berkenwoude, 26 oktober 2000) was een Nederlands bedrijfseconoom, registeraccountant, hoogleraar Bedrijfskunde en Accountancy aan de Erasmus Universiteit Rotterdam, en rector magnificus in het studiejaar 1966-1967.

## Levensloop
Burgert studeerde in 1938 af in economie aan de Nederlandsche Economische Hogeschool te Rotterdam, en behaalde in 1941 zijn diploma voor accountant. 
Na de oorlog werkte hij op het accountantskantoor Brands en Van Rhijn in Rotterdam. Van 1959 tot 1963 was hij voor de Europese Gemeenschap voor Kolen en Staal (EGKS) te Luxemburg, waar directeur was van een dienst voor externe controle van de gemeenschap.
In 1956 was Burgert ook begonnen als lector in de bedrijfshuishoudkunde aan de Nederlandse Economische Hogeschool met de openbare les, getiteld "Enige beschouwingen over de wenselijkheid van bedrijfseconomische clausulering van de accountantsverklaring." In 1963 volgde in Rotterdam de aanstelling als hoogleraar in de bedrijfshuishoudkunde als opvolger van Prof. Drs. J. Brands. In het studiejaar 1966-1967 diende hij als rector magnificus van de hogeschool. 
In 1972 werd de Nederlandse Economische Hogeschool de Erasmus Universiteit Rotterdam, en Burgert kwam terecht in de Faculteit der Economische Wetenschappen, waar hij op 21 mei 1981 met emeritaat ging.

## Werk

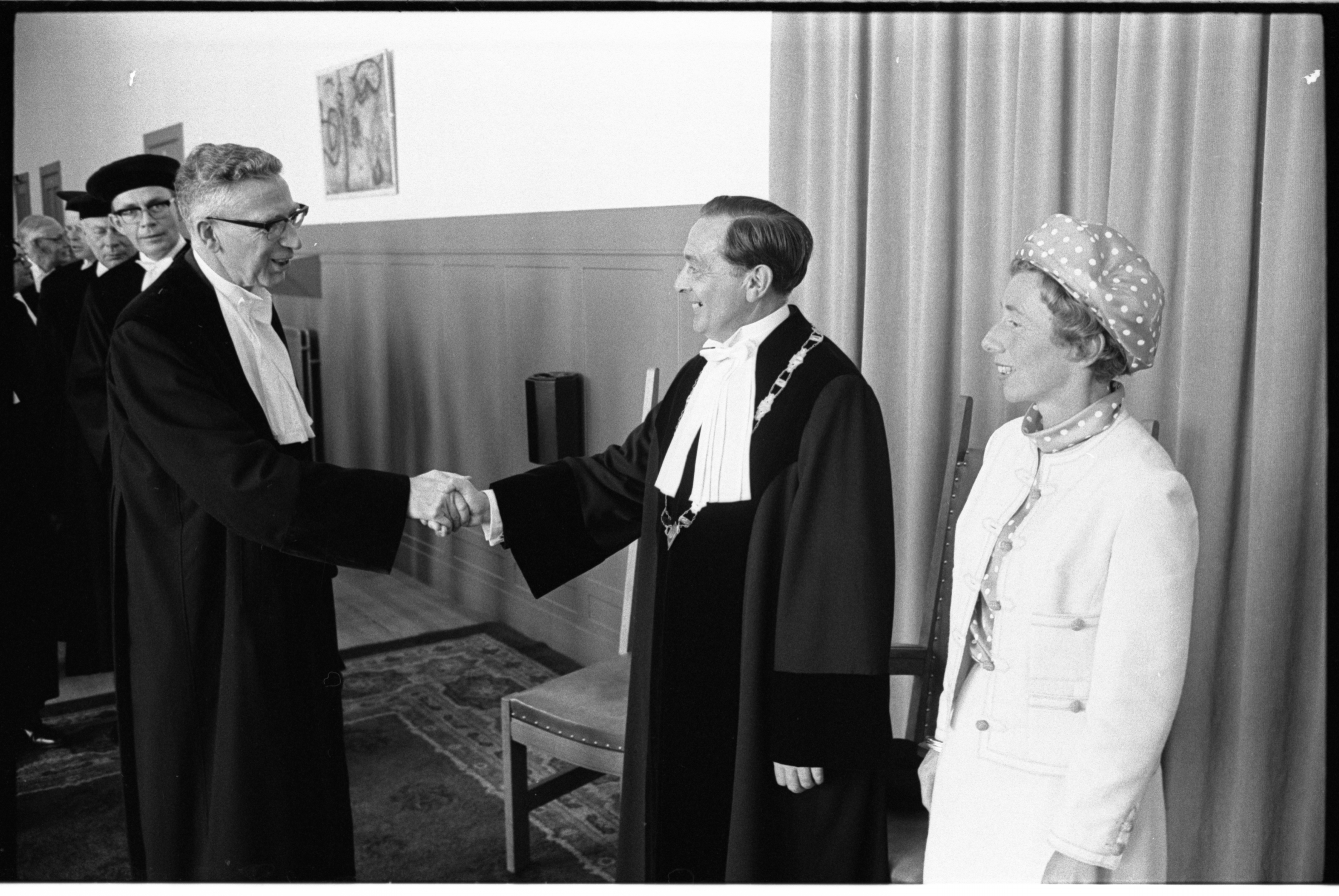
Rector-magnificus T.J. Bezemer draagt het rectoraat over aan R. Burgert, 1966

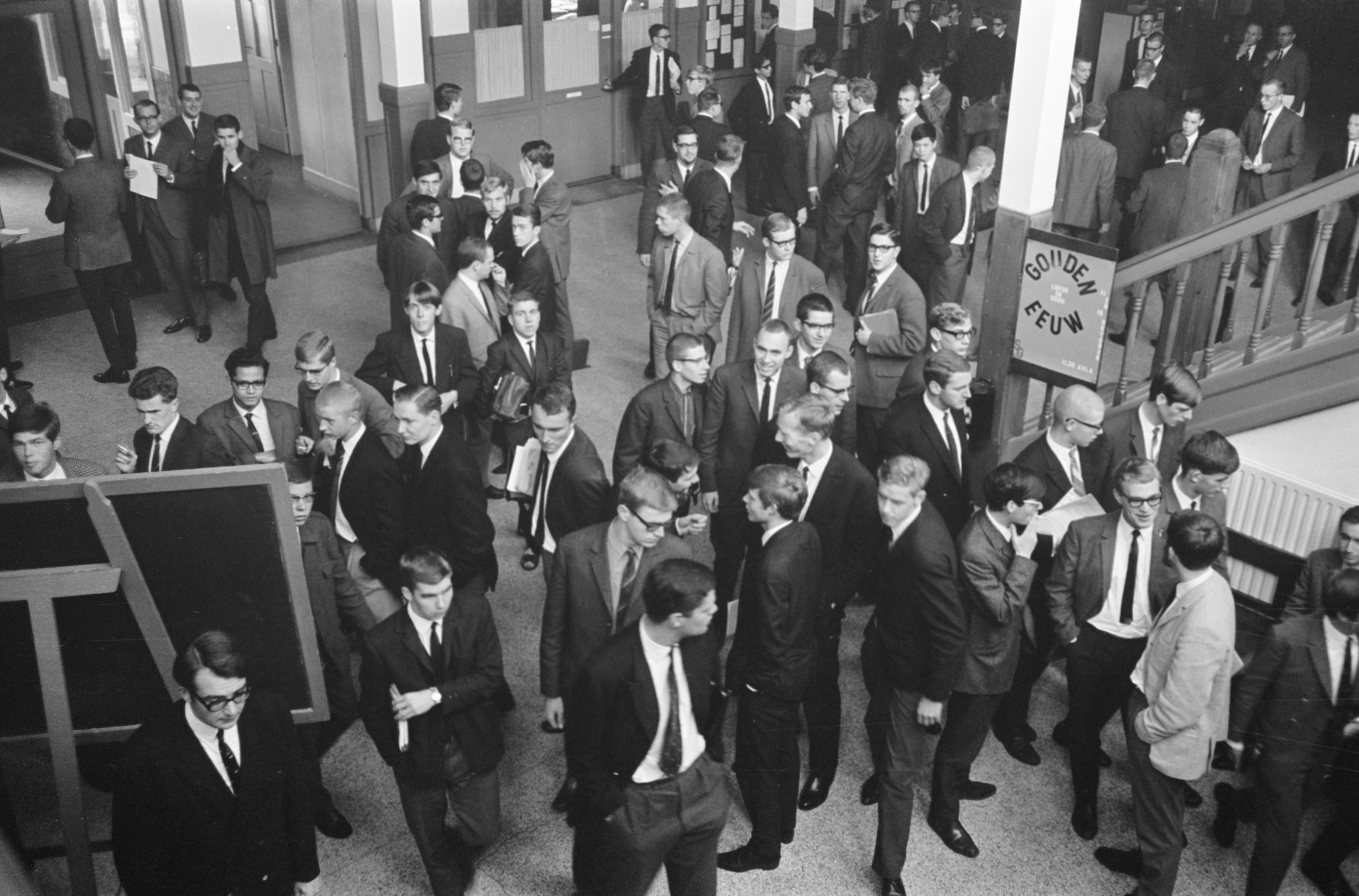
Studenten Teach-In in Rotterdam over het beleid van minister van Onderwijs en Wetenschappen Isaäc Arend Diepenhorst tijdens Burgerts rectoraat, 7 oktober 1966.

Burgert leverde een bijdragen aan de bedrijfseconomie en accountancy met werk over de jaarrekening. Op dit gebied publiceerde hij in 1967  een eerste artikel "Bedrijfseconomische aanvaardbare grondslagen voor de gepubliceerde jaarrekening" in het vaktijdschrift De Accountant.
Het opvolgende jaar in 1968 publiceerde hij over de Wet op de jaarrekening van ondernemingen, en voerde met Sanders en Timmermans de redactie van het handboek Jaarrekening van ondernemingen. Dit werk werd van 1977 tot 1999 nog in vier edities uitgegeven met de titel "De jaarrekening nieuwe stijl." 
In navolging van Freek van Muiswinkel in 1958, Jacob Louis Mey in 1960, en Johannes Lützen Bouma in 1967 leverde Burgert een belangrijke kritiek op de vervangingswaardeleer en het daarmee samenhangende winst-concept door Théodore Limperg geformuleerd.

## Publicaties
- R. Burgert. Enige beschouwingen over de wenselijkheid van bedrijfseconomische clausulering van de accountantsverklaring. Openbare les Rotterdam. Leiden : Stenfert Kroese, 1956.
- R. Burgert. De behandeling van vlottende en vaste kapitaalgoederen bij de winstbepaling. Inaugurele rede Rotterdam. Leiden : Stenfert Kroese, 1963.
- P. Sanders, R. Burgert en C.W.A. Timmermans (red.) Jaarrekening van ondernemingen. Alphen aan den Rijn : Samsom. 1968-1999.
- R. Burgert, J.L. Bouma [en] H. Visser. (red.) 75 Jaar Nederlandse Vereniging van Hypotheekbanken. Nijmegen : Thieme, 1981.
- R. Burgert, C.W.A. Timmermans, en P. Sanders. De jaarrekening nieuwe stijl. Samsom Tjeenk Willink, 1984.
- R. Burgert. Tien jaar wet en rechtspraak omtrent de jaarrekening voor ondernemingen. Afscheidscollege Rotterdam. Rotterdam : Erasmus Universiteit, 1981.

Artikelen, een selectie:
- Burgert, R. (1967) "Bedrijfseconomisch aanvaardbare grondslagen voor de gepubliceerde jaarrekening", in: De Accountant, 74 (4): 153-92.
- Burgert, R. (1972) "Reservations about ’Replacement Value’", in: Accounting in the Netherlands, Abacus, 8 (2): 111-26.
- Burgert, R. "De betekenis van prof.dr. N.J. Polak voor ‘financial accounting’ en ‘management accounting’", in: Maandblad voor Accountancy en Bedrijfseconomie, november 1990.

- International Standard Name Identifier: 0000 0000 2338 1150
- Library of Congress Control Number: n81119505
- Nederlandse Thesaurus van Auteursnamen: 075138336
- Virtual International Authority File: 57944434
- WorldCat: E39PBJfrP9j9QD4fWg6Cbp4Qbd